# Figlie di Sant'Anna
Le figlie di Sant'Anna costituiscono un istituto religioso femminile di diritto pontificio: le suore di questa congregazione pospongono al loro nome la sigla F.S.A.

## Storia

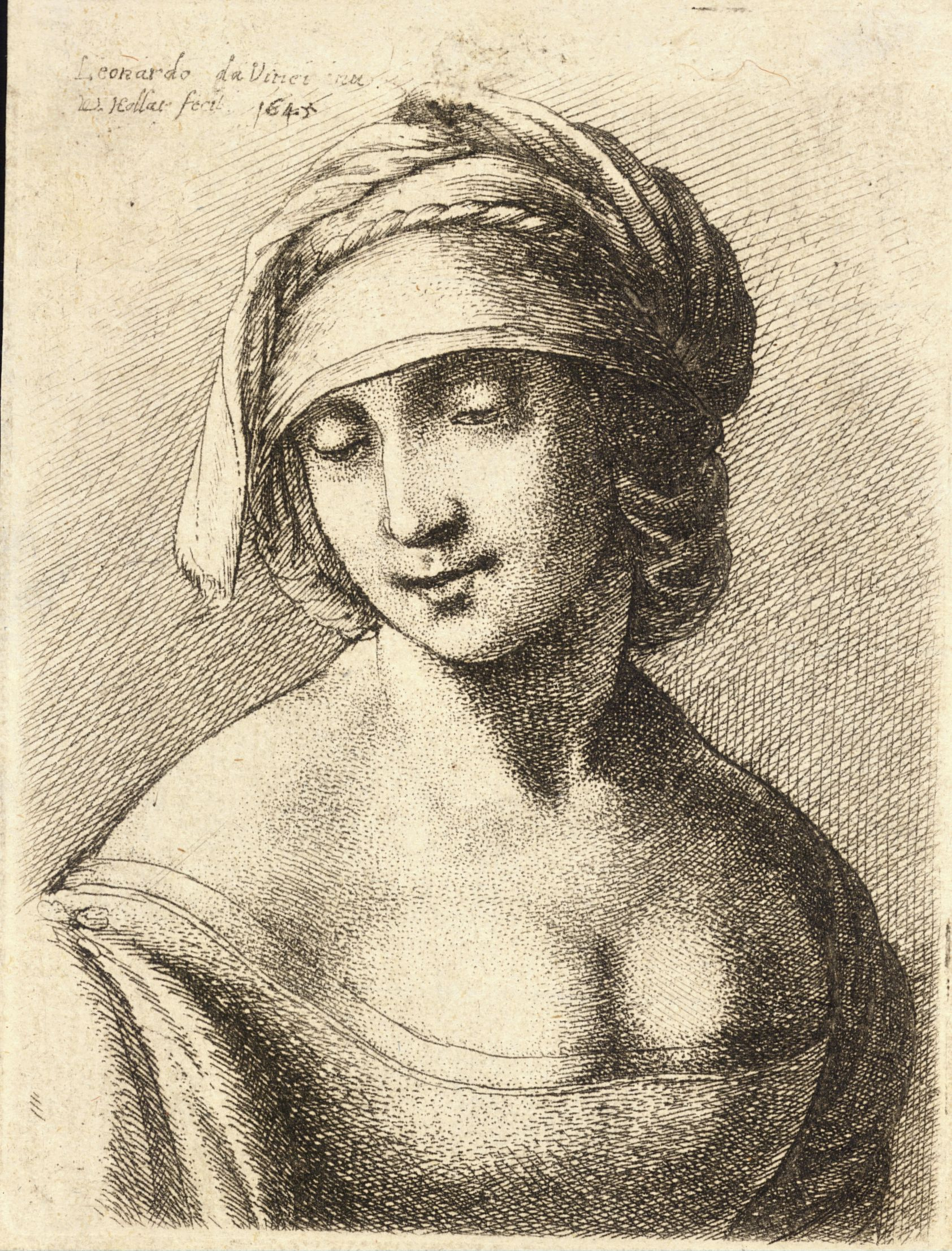
Immagine di sant'Anna, titolare della congregazione

La congregazione venne fondata da Rosa Maria Benedetta Gattorno (1831-1900): madre di tre figli, rimasta vedova aderì alla compagnia secolare delle figlie di Maria Immacolata (dette poi orsoline), fondata a Genova da Giuseppe Frassinetti, della quale fu superiora.
Incoraggiata anche da papa Pio IX, che la ricevette in udienza il 3 gennaio 1866, la Gattorno decise di impegnarsi più attivamente nell'apostolato abbracciando pienamente la vita religiosa e l'8 dicembre 1866 a Piacenza, con la celebrazione della prima cerimonia di vestizione, diede inizio alla congregazione delle figlie di Sant'Anna.
Per la stesura delle costituzioni dell'istituto la Gattorno ricorse alla collaborazione del lazzarista Giovanni Battista Tornatore, professore al Collegio Alberoni di Piacenza, ritenuto cofondatore della congregazione: la prima versione del testo presentata alla Congregazione dei religiosi venne respinta nel 1871, ma il vescovo Giovanni Battista Scalabrini e il cardinale Luigi Vannicelli Casoni autorizzarono Tornatore a rielaborare il testo.
A partire dal 1878, le religiose si diffusero in Bolivia e poi in Cile, in Brasile e in Perù; nel 1886, su invito del governo italiano, le figlie di Sant'Anna aprirono filiali anche in Eritrea.
La congregazione ricevette il pontificio decreto di lode l'8 aprile 1876 e l'approvazione definitiva dalla Santa Sede il 26 luglio 1892.
Alla morte della fondatrice la congregazione contava quasi 4000 suore in 368 case: la Gattorno, in religione madre Anna Rosa, venne beatificata da papa Giovanni Paolo II in piazza San Pietro a Roma il 9 aprile 2000.

## Attività e diffusione
L'attività delle religiose si esplica nell'istruzione e nell'educazione cristiana della gioventù; nel campo infermieristico e assistenziale in favore di malati, orfani ed emarginati; nelle opere parrocchiali, in quella di evangelizzazione e in quelle di promozione umana. Parallelamente alla congregazione delle figlie di Sant'Anna sono sorti un ramo contemplativo, uno secolare e uno maschile.
Oltre che in Italia, le suore sono presenti nelle Americhe (Argentina, Bolivia, Brasile, Cile, Guatemala, Messico, Perù), in Africa (Angola, Egitto, Eritrea, Etiopia, Kenya), in Asia (Filippine, India, Israele, Palestina) e in Australia; la sede generalizia è in via Merulana a Roma.
Al 31 dicembre 2008 la congregazione contava 1.404 religiose in 219 case.